# Pavesi TL 31
Le véhicule Pavesi TL 31 était à l'origine, un tracteur d'artillerie de taille inférieure au Pavesi P4-100, créé en 1918 par l'ingénieur Ugo Pavesi qui fonda à cette occasion la société Motomeccanica Brevetti Ing. Pavesi. 
Le Pavesi TL 31 a été le premier tracteur d'artillerie italien spécialement conçu pour le halage de l'artillerie de campagne.

## Histoire
Pendant la première guerre mondiale, l'ingénieur Ugo Pavesi avait observé les difficultés rencontrées par les agriculteurs pour labourer les champs par temps humide. Ni les bœufs ni les rares tracteurs agricoles ne pouvaient travailler dans un terrain boueux. C'est pourquoi il mit au point un engin qui pourrait travailler quelles que soient les conditions du terrain. Il inventa le premier tracteur agricole à 4 roues motrices et directrices qui se caractérisa par ses 4 énormes roues identiques de très grand diamètre et par son châssis articulé. Le tracteur fut présenté le 6 décembre 1918 à Milan, puis à Paris l'année suivante.
Très vite remarqué dans les foires agricoles, le tracteur ne tarda pas à acquérir une forte renommée même à l'étranger. Seule difficulté son prix. Fabriqué de manière peu industrielle et avec sa haute technicité, il était vendu 60 % plus cher que le simple Landini ou Fiat. Plusieurs licences seront cédées à des constructeurs européens dont en France à la "Société Auxiliaire Agricole" sous le nom d'Agrophile-Pavesi. Il suscitera l'intérêt de l'armée française qui en acquit un exemplaire pour évaluation.
Il connaîtra 3 séries :
- La version P4 de base, lancée en 1918 avec un moteur 2 cylindres opposés de 4 520 cm3 développant 15/20 ch à 900 tr/min, pouvant fonctionner indifféremment à l'essence et au pétrole, qui restera en fabrication jusqu'en 1930,
- la version P4M, disposant d'un moteur 4 cylindres de 4 700 cm3 développant 40 ch à 1.300 tr/min, qui restera en fabrication jusqu'en 1942,
- la version P4S, lancée en 1927, avec le moteur du P4 mais dont la puissance a été portée à 25 ch.

Le tracteur P4 fut produit jusqu'en 1942 pour un usage agricole, il avait révolutionné le monde agricole mais sans connaître un très large succès commercial.

## Le tracteur d'artillerie P4-100
L'ingénieur Pavesi s'était très tôt intéressé au marché militaire et avait toujours répondu aux appels d'offres de l'armée italienne, sans succès. Son modèle Pavesi 35 PS n'avait pas été retenu en 1920. Il décida alors, en 1923, de proposer une version vraiment adaptée pour le concours du ministère de la Guerre, lancé le 3 avril 1923, qui cherchait un "tracteur d'artillerie lourd à adhérence totale".
Le modèle présenté par Ugo Pavesi fut retenu par la commission UTSA du 26 juin 1924 mais reçut quelques modifications par l'armée qui l'allongea en le baptisant Mod. 25 et commanda une présérie de 25 exemplaires. Après les essais et tests, l'armée apporta d'autres modifications à la boîte de vitesses notamment et fut rebaptisé Mod. 26.
L'armée italienne voulait passer une commande de 1 000 exemplaires mais l'usine Pavesi était incapable d'assurer la fabrication d'une telle quantité dans les délais imposés. La société Fiat et sa filiale SPA avaient participé aux fournitures des composants modifiés et furent invitées à racheter la licence de fabrication des versions militaires.  

## Le TL 31
En 1925, la société Motomeccanica de l'ingénieur Pavesi conçut deux véhicules dont l'architecture se basait sur celle du tracteur P4, en format réduit. Il s'agissait d'un véhicule de reconnaissance et d'un camion léger de commandement et de liaison pour l'artillerie. Les deux véhicules ont été présentés à la commission pour la traction mécanisée au premier semestre 1927 mais les essais menés sur le camion léger ne suscita pas l'intérêt de l'armée et son développement fut interrompu.
Au second semestre 1929, le ministère de la guerre italien commande à Fiat 4 exemplaires d'un tracteur léger dérivé du véhicule de reconnaissance Pavesi. À la fin de l'année 1930, la commission pour la motorisation jugea satisfaisants les résultats obtenus par le nouveau tracteur léger auprès de la batterie à laquelle les 4 exemplaires avaient été assignés. Le tracteur fut homologué sous la désignation de Pavesi L 140, avec l'appellation militaire de Trattore Leggero modello 31 - TL 31. Une commande est passée à Fiat pour 150 exemplaires du TL 31. Les livraisons s'échelonneront jusqu'en juillet 1933.

## Les principales utilisations
Dès le déclenchement de la guerre civile espagnole, tous les TL 31 italiens disponibles sont affectés au CTV pour servir au halage des canons de 75/27 mod.11 et des obusiers de 100/17. On en comptait 71 exemplaires dans la péninsule ibérique en octobre 1938, mais il semble que 133 TL 31 aient été engagés en Espagne au total. À l'issue du conflit, les tracteurs furent cédés à l'armée espagnole dans laquelle ils servirent jusqu'au début des années 1950.
En Italie, le TL 31 a été remplacé par le Fiat SPA TL 37 pour motoriser l'artillerie divisionnaire et par le Fiat OCI 708 CM pour l'artillerie de montagne. 

## Caractéristiques techniques
Le TL 31 était un tracteur à 4 roues motrices constitué, comme le P4-100, de 2 trains possédant chacun un essieu et reliés entre eux par un flasque cintré en arc de cercle. La suspension fut améliorée par le recours à des ressorts à lames couplés à des amortisseurs hydrauliques, ce qui obligea à incurver les éléments de châssis des 2 trains et à courber la barre de liaison.
Le moteur essence Fiat était très proche de celui du P4, mais de plus faible cylindrée. Il était équipé de pistons en aluminium et affichait un régime de rotation un peu plus élevé. Le réservoir était logé entre le capot moteur et le garde-boue avant gauche.
L'embrayage est du type mono-disque à sec et la boîte de vitesses a été modifiée. Les différentiels avant et arrière sont identiques mais seul le différentiel arrière est doté d'un dispositif de blocage.
Les roues à rayons sont cerclées de 2 bandes semi-pneumatiques de 1086x80 mm légèrement espacées. Pour améliorer l'adhérence en tout terrain, elles sont munies de 10 palettes rabattables sur la bande de roulement. Elles peuvent également recevoir des organes d'adhérence amovibles, sans avoir à retirer les palettes.
La carrosserie se distingue de celle du Pavesi P4-100 par la présence d'un pare-brise et les garde-boue plus enveloppants.